# Brink
Brink (буквально перекладається як: край чогось, берег, грань) - відеогра в жанрі шутеру від першої особи з елементами RPG, яку розробляла Британська компанія Splash Damage. Гра вийшла 13 травня 2011 року і була випущена компанією Bethesda Softworks для платформ Microsoft Windows, PS3 та Xbox 360. 
«Brink» поєднує в собі одиночний, кооперативний і багатокористувацький режими - тобто персонаж розвивається в усіх режимах гри. Гравець сам обирає бойову роль, яку хоче взяти на себе у світі гри Brink, як битися, щоб зберегти себе і останній притулок для людства. Brink пропонує чудове поєднання динамічного бою, велику кількість налаштувань, а також інноваційну систему управління.
23 серпня 2017 року гра стала безкоштовною в Steam. У гру були додані мікротранзакції.

## Сюжет
Створене людиною плавуче місто, назване Ark (укр. Ковчег), що складається із сотень окремих плавучих островів, знаходиться на межі повномасштабної громадянської війни. Спочатку воно було побудоване як експериментальне незалежне і на 100% «зелене» природне середовище. Після швидкого зростання рівня світового океану на Землі, Арк став притулком для всього людства. Близько 25 років соціальної нестабільності і жителі Арка досягли зламного моменту. Тільки завдяки вашим рішенням зміниться майбутнє Арка і людської раси.

## Трейлер-тизер
У випущеному трейлері - тизері, показується безтурботне місто під назвою Ковчег, який являє собою «їх бачення майбутнього», ставши втіленою вершиною досягнень науки і техніки. Планета, на якій розташований Ковчег, піддається нападу (звуки стрілянини в трейлері), і приходить час «останньої надії на порятунок». Наприкінці трейлера йдеться, що Ковчег є порятунком для декого, але не для всіх. Статичні зображення, що змінюються в трейлері дають зрозуміти, що місто знаходиться в гігантській вежі.

## Розробка гри
Гра створюється на рушії id Tech 4 з оновленим механізмом рендеринга і покращеною підтримкою багатоядерних процесорів.
В кінці липня 2009 року технічний директор Splash Damage Арноут ван Міір (англ. Arnout van Meer) в інтерв'ю для сайта PC Games Hardware розповів про перспективи і можливості Direct3D 11 для створення ігор.

## Відгуки і критика
Країна Ігор: «Але при цьому Brink все одно залишиться загадкою: це прекрасний шутер з дивовижною стилістикою, який чомусь нехтує очевидними вимогами жанру. Виправданням може послужити лише те, що це свого роду експеримент, який, тим не менш, далеко не кожен зможе назвати вдалим. »
PC Ігри:« За великим рахунком, рятує гру, крім унікального візуального стилю, лише традиційне літнє, а інших гідних мережевих шутерів в даний момент не спостерігається. »